# Among the Sleep
 (juin 2016).
Among the Sleep est un jeu vidéo indépendant d'aventure en vue à la première personne de type survival horror développé par Krillbite Studios sur Microsoft Windows, OS X, PlayStation 4 et Linux, commercialisé le 29 mai 2014 en Amérique du Nord et en Europe. Son prix est d'environ 15€.

## Scénario
Un jeune bébé de deux ans célèbre son anniversaire seul à la maison avec sa mère (initialement doublée par Cia Court). La petite fête est interrompue lorsqu'un visiteur vient frapper à la porte dans le couloir caché au joueur ; l'histoire suggère qu'il s'agirait du père, séparé de sa mère, venant lui offrir son cadeau. La conversation est partiellement rendue floue au joueur, et la mère, refusant la visite du père, hausse la voix. La tonalité de la mère effraye la petite, dont la peur est représentée par une vision qui se brouille. Rapidement, la mère revient avec un cadeau en main, le cadeau vraisemblablement du père, mais sa mère se garde de lui dire. Pour l'ouverture du cadeau, la mère décide d'emmener le bébé dans sa chambre, un espace coloré et lumineux. Le téléphone sonne, et la mère décide de laisser la petite jouer seule dans sa chambre. Le cadeau se révèle être un petit ours en peluche apparemment en vie aux yeux de l'enfant ; il se présente sous le nom de Teddy (initialement doublé par Roger L. Jackson) est de nature calme et curieuse. Après quelques minutes passées ensemble les deux se dirigent dans le placard, traduit dans l'esprit du petit comme un endroit sombre et malveillant. Finalement, la mère retrouve sa petite dans le placard et décide de la coucher. Le bébé se réveille dans la nuit et découvre sa peluche happée par une entité invisible, et le berceau de la petite est retourné. Le joueur quitte sa chambre et délivre Teddy qui était enfermé dans la machine à laver. Une fois Teddy sauvé, les deux partent à la recherche de la mère du bébé qui semble s'être volatilisée.
Leur recherche s'effectue à travers divers endroits émanant de l'imagination de l'enfant. L'environnement oppressant et menaçant semble représenter la souffrance psychologique du bambin qui doit faire face à la séparation de ses parents et subir les mauvais traitements que lui inflige sa mère. Teddy conduit le joueur vers ses quatre meilleurs souvenirs qui le guideront vers sa mère. Ces souvenirs se présentent sous forme d'objets que l'enfant associe à sa mère : le pendentif accroché autour de son cou, la boîte musicale qu'elle joue pour l'endormir, un livre pour enfants, et un petit jouet éléphant rose. Les éléments trouvés dans le décor de chaque endroit incluent des jouets, divers meubles, objets et endroits de sa maison, des bouteilles vides (suggérant que la mère doit souffrir d'alcoolodépendance, ce qui est confirmé lors d'une des dernière scène du jeu), des dessins d'enfant (montrant des parents se battant pour la garde de leur enfant, et d'une mère effrayant sa petite), et d'un monstre errant menaçant qui tourmente le joueur. Vers la fin du jeu, plus tard, le bébé sans Teddy se réveille dans sa chambre et retrouve sa mère en pleurs dans la cuisine, sa peluche déchirée à la main. Alors que le bébé s'approche de sa mère pour lui faire un bisou, la mère rejette son bébé puis s'excuse de son geste. Juste après, on entend toquer à la porte, et en ouvrant on découvre que c'est le père.
Note : Le personnage ne peut pas attaquer.

## Développement
Le développement du jeu est lancé en 2011, et collecte 225 000 NOK (28 000€) le 27 mai 2011, et 200 000 NOK (25 000€) le 28 octobre 2011 de la Norsk Film Institutt,. Le NFI récompense la société avec 400 000 NOK (50 000€)  supplémentaires le 1er mars 2012, puis de 820 000 NOK (102 700€) le 1er novembre 2012,.

## Accueil
Among the Sleep est accueilli d'une manière mitigée par la presse spécialisée, il reçoit une moyenne agrégée de 61,52 % sur GameRankings et de 66 % sur Metacritic. Il reçoit 7,75/10 dans Game Informer, 7,3/10 sur IGN, 7/10 sur GameSpot et Polygon, 5/10 dans Canard PC et 4/10 sur Eurogamer.